# Magnus Westergaard
Magnus Hee Westergaard (27 maggio 1998) è un calciatore danese, centrocampista del Wycombe.

## Carriera
Cresciuto nel settore giovanile del Lyngby, debutta in prima squadra il 22 aprile 2018, in occasione dell'incontro di Superligaen perso per 3-0 contro l'Odense: si tratta anche della sua unica presenza stagionale, mentre nella stagione seguente (giocata in seconda divisione e terminata con una nuova promozione in prima divisione) gioca con maggior regolarità, giocando poi in prima divisione sempre con il Lyngby durante la stagione 2019-2020. Trascorre quindi la stagione 2020-2021 in prestito allo Hvidovre, in seconda divisione, categoria in cui gioca nuovamente con il Lyngby nella stagione 2021-2022, conquistando una nuova promozione in prima divisione, categoria in cui quindi gioca nella stagione 2022-2023.

## Statistiche

### Presenze e reti nei club
Statistiche aggiornate al 21 dicembre 2022.
| Stagione        | Squadra         | Campionato      | Campionato | Campionato | Coppe nazionali | Coppe nazionali | Coppe nazionali | Coppe continentali | Coppe continentali | Coppe continentali | Altre coppe | Altre coppe | Altre coppe | Totale | Totale |
| Stagione        | Squadra         | Comp            | Pres       | Reti       | Comp            | Pres            | Reti            | Comp               | Pres               | Reti               | Comp        | Pres        | Reti        | Pres   | Reti   |
| --------------- | --------------- | --------------- | ---------- | ---------- | --------------- | --------------- | --------------- | ------------------ | ------------------ | ------------------ | ----------- | ----------- | ----------- | ------ | ------ |
| 2017-2018       | Lyngby          | SL              | 0+1        | 0          | CD              | -               | -               |                    | -                  | -                  |             | -           | -           | 1      | 0      |
| 2018-2019       | Lyngby          | 1D              | 14+2       | 1+0        | CD              | 1               | 0               |                    | -                  | -                  |             | -           | -           | 17     | 1      |
| 2019-2020       | Lyngby          | SL              | 13+6       | 0          | CD              | 1               | 0               |                    | -                  | -                  |             | -           | -           | 20     | 0      |
| 2020-2021       | Hvidovre        | 1D              | 13+9       | 2+2        | CD              | 3               | 1               |                    | -                  | -                  |             | -           | -           | 25     | 5      |
| 2021-2022       | Lyngby          | 1D              | 19+7       | 4+0        | CD              | 1               | 0               |                    | -                  | -                  |             | -           | -           | 27     | 4      |
| 2022-2023       | Lyngby          | SL              | 15         | 0          | CD              | 1               | 0               |                    | -                  | -                  |             | -           | -           | 16     | 0      |
| Totale Lyngby   | Totale Lyngby   | Totale Lyngby   | 61+16      | 5+0        |                 | 4               | 0               |                    | -                  | -                  |             | -           | -           | 82     | 4      |
| Totale carriera | Totale carriera | Totale carriera | 99         | 9          |                 | 7               | 1               |                    | -                  | -                  |             | -           | -           | 106    | 10     |